# Klaus Endrikat
Klaus Endrikat (* 19. Oktober 1939 in Allenstein; † 30. Oktober 2023 in Aachen) war ein deutscher Grafiker und Hochschullehrer an der FH Aachen.

## Leben und Wirken
Der aus Ostpreußen stammende Klaus Endrikat besuchte von 1959 bis 1964 die Werkkunstschule Aachen und studierte danach bis 1967 an der Kunstakademie Düsseldorf. Anschließend war er wieder in Aachen tätig, wo er 1971 und 1978 den Förderpreis für Bildende Kunst der Stadt Aachen erhielt.
Im Jahr 1979 übertrug ihm der Fachbereich Design der FH Aachen eine Professur für Zeichnerische Darstellung und zeichnerische Gestaltung, speziell figürliches Zeichnen. Hier blieb Endrikat bis zu seiner Pensionierung am 28. Februar 2005 und war seitdem als freischaffender Künstler weiterhin in Aachen tätig.
Klaus Endrikat, der mit seinen Werken ab 1967 bei mehreren Einzel- und Gruppenausstellungen im In- und Ausland vertreten war, war weit über die Stadtgrenzen bekannt und genoss hohe Wertschätzung. Seine Original-Grafiken schmücken zahlreiche Publikationen bedeutender Autoren. Zu den Höhepunkten seiner Arbeiten zählen dabei unter anderem das grafische Erscheinungsbild sowohl der RWTH Aachen, welches er 1990 mit seinem Fachbereich geprägt und seitdem beständig erweitert hat, als auch das Corporate Design der FH Aachen sowie die künstlerische Gestaltung der einzelnen Tafeln für das Projekt Wege gegen das Vergessen in Aachen. Auch das Logo des bereits über 15-mal durchgeführten Aachener Benefizlaufs wurde von Endrikat, selbst ambitionierter Langstreckenläufer, entworfen und ist seitdem tausendfach auf T-Shirts, Urkunden und Flyern zu sehen.
Klaus Endrikat starb am 30. Oktober 2023 im Alter von 84 Jahren in Aachen.

## Werke (Auswahl)
- Chotjewitz, Peter O: Abschied von Michalik / Mit farbigen Original-Graphiken von Klaus Endrikat, Eremitenpresse, Stierstadt i. Ts. 1969
- Hülsmanns, Dieter, Endrikat, Klaus, Zimbrich, Walter: Aller Lüste Anfang – Das 7. Buch der Werbung / Zusammengestellt von Dieter Hülsmanns u. Friedolin Reske. Mit Beiträgen zahlreicher Autoren. Verziert mit vielen Bildern von Klaus Endrikat u. Walter Zimbrich, Eremitenpresse, Stierstadt i. Ts., 1971
- Wohmann, Gabriele: Übersinnlich / Mit 10 Original-Graphiken von Klaus Endrikat, Verlag Eremiten-Presse, Düsseldorf, 1972
- Walbert, Helmut: Mani, das lügst du wieder / Illustrationen von Klaus Endrikat, Maier-Verlag, Ravensburg, 1974
- Walbert, Helmut; Endrikat, Klaus: Anja oder das Märchen von den Sterntalern – ein Mitmach-Buch zum Märchentheaterspielen und Lesen, Deutsche Verlagsanstalt, Stuttgart, 1975
- Reinig, Christa: Mädchen ohne Uniform / Offsetlithografien von Klaus Endrikat, Verlag Eremiten-Presse, Düsseldorf, 1981
- Becker, Wolfgang, Endrikat, Klaus, Lücke, Kurt, Warman, Alister: 13 Britische Künstler  – Eine Ausstellung über Malerei : Frank Auerbach – John Bellany – Michael Bennett – Jennifer Durrant – Maggi Hambling – Howard Hodgkin – Ken Kiff – Leon Kossoff – Christopher Lebrun – Michael Porter – Terry Setch – John Walker – David Wiseman, Katalog zur gleichnamigen Ausstellung, Verein der Freunde der Neuen Galerie, Aachen, 1982
- Wohmann, Gabriele: Goethe hilf! – Erzählungen / Mit Original-Offsetlithografien von Klaus Endrikat, Verlag Eremiten-Presse, Düsseldorf, 1983
- Binder-Gasper, Christiane: Alexanders Freund – Erzählungen / Mit Original-Graphiken von Klaus Endrikat, Verlag Eremiten-Presse, Düsseldorf, 1984
- Chotjewitz, Peter O.: Mein Mann ist verhindert – ein Anfall / Mit Original-Offsetlithografien von Klaus Endrikat, Verlag Eremiten-Presse, Düsseldorf, 1985
- Hübsch, Hadayatullah: Ich hab meine Blumen verloren – ein Poem / Mit Original-Graphiken von Klaus Endrikat, Verlag Eremiten-Presse, Düsseldorf, 1987
- Sinzig, Eckard: Kopfpunktierer, Herztranchierer – Statements, Elogen, Lieder / Mit Original-Offsetlithografien von Klaus Endrikat, Verlag Eremiten-Presse, Düsseldorf, 1997